# Pfarrkirchen
Pfarrkirchen est une ville d'Allemagne, située dans le Land de Bavière.

## Histoire
Pfarrkirchen est mentionnée pour la première fois dans un document officiel à la fin du IXe siècle sous le nom de pharrachiricha.

## Géographie
Pfarrkirchen est située au bord de la rivière Rott dans la vallée de Rottal.

## Jumelages
- Saint-Rémy-de-Provence (France) depuis 1991
- San Vincenzo (Italie) depuis 1998
- 4 communes de la vallée de Rottal près de Lucerne :
  -  Ruswil (Suisse) depuis 1997
  -  Ettiswil (Suisse) depuis 1997
  -  Buttisholz (Suisse) depuis 1997
  -  Grosswangen (Suisse) depuis 1997

## Personnalités
Konrad Wirnhier (1937-2002), champion olympique de tir, né à Pfarrkirchen.